# Lazar Elenovski

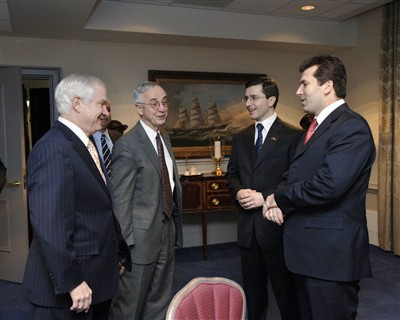
Robert Gates (gauche), Gordon England (deuxième à gauche), Lazar Elenovski (second à droite) et Fatmir Mediu (droite), le 31 janvier 2007.

Lazar Elenovski (né le 19 mars 1971 à Skopje, Macédoine), est un homme politique macédonien. 

## Biographie
Il est nommé le ministre de la Défense de la Macédoine le 27 août 2006.
Il parle couramment l'anglais, l'albanais, le serbe et le croate.